# Sociedade Esportiva Tiradentes
La Sociedade Esportiva Tiradentes es un equipo de fútbol de Brasil, con sede en Teresina, estado de Piauí.

## Historia
Fue fundado el 30 de junio de 1959 en el municipio de Teresina, capital del estado de Piauí por subtenientes y sargentos de la Policía Militar del Estado de Piauí comandada por el coronel Pedro Borges da Silva Filho.
El 14 de septiembre de 1966 solicitaron su ingreso a la Federación Piauiense de Deportes, la cual fue ratificada el 3 de octubre del mismo año, con lo que podía participar en los torneos aficionados del estado. A inicios de 1972 el coronel Canuto Topi Caldas anuncia el ingreso del club al deporte profesional en el Campeonato Piauiense, logrando ganar el título estatal de ese año.
En 1973 se convierte en el primer equipo del estado de Piauí en participar en el Campeonato Brasileño de Serie A bajo el formato de liga luego de superar una fase de clasificación dentro del estado, logrando la clasificación a la segunda ronda, aunque terminó eliminado tras terminar en octavo lugar de su grupo entre 10 equipos ubicándose en el lugar 18 de la tabla general entre 40 equipos, donde destacaron dos victorias ante el Sport Club Corinthians Paulista del estado de Sao Paulo 2-1 y 1-0.
En 1974 el club es campeón estatal por segunda ocasión, clasificando para el Campeonato Brasileño de Serie A de ese año, donde quedó eliminado en la primera ronda por un punto de diferencia con el Paysandu Sport Club del estado de Pará, terminando en el lugar 25 de la clasificación general entre 40 equipos. En 1975 el club gana su tercer título estatal consecutivo, clasificando por tercera vez al Campeonato Brasileño de Serie A de ese año, donde logra superar la primera ronda al terminar en quinto lugar de su grupo donde eliminó a equipos como el Clube Atlético Paranaense del estado de Paraná y al Ceará SC del estado de Ceará, pero es eliminado en la segunda ronda al terminar en último lugar entre 10 equipos en su grupo y en el lugar 25 de la clasificación general entre 42 equipos.
En 1976 el club abandona los torneos estatales luego de un incidente ocurrido en una discoteca donde hubo incluso balazos con heridos y donde murió el corredor Jacob Ferreira Lima luego de ser agredido por jugadores del club, y el caso tuvo tanta repercusión en los medios nacionales que los involucrados en el incidente no fueron juzgados.
En 1978 vuelve a las competiciones estatales, y en 1979 clasifica al Campeonato Brasileño de Serie A por cuarta ocasión, donde es eliminado en la primera ronda al terminar en último lugar en su grupo y en el puesto 90 entre 94 equipos. En 1982 es campeón estatal por cuarta ocasión, logrando la clasificación para el Campeonato Brasileño de Serie A de 1985 en donde fue eliminado en la segunda ronda, finalizando en el lugar 27 entre 44 equipos donde tiene el récord actual de ser el club que se ha llevado en peor resultado en la primera división nacional al perder 1-10 ante el Sport Club Corinthians Paulista del estado de Sao Paulo.
En 1990 es campeón estatal por quinta ocasión, participando por última ocasión en el Campeonato Piauiense en 1995 y el club se encuentra inactivo desde 2017 en la segunda división estatal, aunque sus secciones menores y la femenil continúan funcionando.

## Palmarés
- Campeonato Piauiense: 5

1972, 1974, 1975, 1982, 1990
- Torneo Inicio de Piauí: 1

1981